# Papawa
Papawa è una serie televisiva animata prodotta da BRB Internacional che ha vinto il primo premio all'Expotoons 2008 in Argentina.
In Italia è arrivata sulla piattaforma Premium Play il 30 agosto 2012 ed è proseguita fino al 3 gennaio 2013 con il caricamento di tutti i 104 episodi. In televisione invece è stata trasmessa per la prima volta dal 22 ottobre 2018 su Italia 1 a notte fonda.

## Episodi
1. La postina
2. Il re della disco dance
3. Il genio della lampada
4. L'incantesimo
5. L'arma terribile
6. Il baleniere zoppo
7. L'esploratore sfortunato
8. Papawa Holmes
9. Halloween
10. Il cavaliere mascherato
11. Il clown
12. Il cavernicolo
13. La tennista boriosa
14. Il cupido dispettoso
15. La maestra
16. La cassiera di Papawa
17. Il naufrago
18. La grande onda
19. Il super carcere
20. Papawa football club
21. L'astronave ufo
22. Il luna park
23. L'Eldorado
24. L'alieno
25. La nave vichinga
26. La conquista di Papawa
27. Luna di miele
28. Il conquistacuori
29. La parrucchiera di Papawa
30. Mostri di Papawa
31. Dracula a Papawa
32. Il rito antico
33. Il cowboy sceriffo
34. Il campione di videogiochi
35. Lavori in corso
36. L'isola del tesoro
37. Il mal di denti
38. La giostra medievale
39. Il flamenco
40. Gangster a Papawa
41. La cacciatrice
42. Il gelataio
43. La guerra stellare
44. Un ragazzo difficile
45. La giovane alpinista
46. Il combinaguai
47. Il nonno
48. Il fotografo
49. I figli dei fiori
50. L'incendio
51. Il balletto
52. Il mostro infelice
53. Il guerriero orientale
54. Wrestling
55. La rivoluzione
56. Dr. Jeckyll e Mr. Hide[2]
57. Il tassista
58. Il poliziotto
59. Il camionista
60. Il giardiniere
61. La top model
62. L'indiano
63. Tarzan
64. Il motoraduno
65. La mummia
66. Lo yeti
67. Il castello dell'orrore
68. Il chirurgo
69. Lo smeraldo più grande del mondo
70. La nota stonata
71. La guida turistica
72. Il super eroe
73. La gara automobilistica
74. Il grande ballo
75. L'hostess
76. La missione spaziale
77. La nave da crociera
78. La bacchetta magica
79. Il petroliere
80. Il fiore magico
81. I gladiatori
82. La stilista
83. Guerra e pace
84. L'alta cucina
85. La grande diva
86. Il guardiano del museo
87. Il ciclista
88. La domatrice di leoni
89. L'istruttrice di aerobica
90. Cappuccetto rosso
91. La baby sitter
92. Il cinema
93. Il grande artista
94. L'invasione
95. La nuova bagnina
96. La rockstar
97. Le olimpiadi
98. La clinica
99. Il carnevale
100. La casa del futuro
101. Il monaco
102. Il presidente
103. Shopping!
104. L'aiutante di Babbo Natale